# Dollák Tamara
Dollák Tamara (1999. június 4. –) magyar női birkózó. A 2018-as birkózó-világbajnokságon versenyez 2018. október 22-én a női 59 kg-os súlycsoportban. Jelenlegi klubja az Újpesti TE. 
A 2021-es szkopjei U23-as Európa-bajnokság a női 59 kilogrammos Dollák Tamara két győzelem után a döntőbe jutott. Az újpesti előbb spanyolt, majd fehéroroszt múlt felül, ám a döntőben a tokiói olimpiai kvótás, felnőtt Európa-bajnok moldovaival már nem bírt, ezüstérmes lett.

## Sportpályafutása
Dollák Tamara 2017-ben megnyerte az országos bajnokságot a női birkózás 55 kg-os súlycsoportjában.
A 2018-as birkózó-világbajnokságon a selejtezők során a ellenfele a mexikói Alejandra Romero Bonilla volt. Ellenfele Junior világbajnokságon bronzérmes volt. Dollák nem tudott bravúrt bemutatni, 8-0-ra a mexikói győzött, Dollák pedig a vigaszágon sem folytathatta.